# Moon 44
Estación Lunar 44 (título original: Moon 44) es una película alemana de ciencia ficción y acción de 1990, dirigida por Roland Emmerich y protagonizada por Michael Paré y Lisa Eichhorn junto con Brian Thompson y Malcolm McDowell. La película está ambientada en una instalación minera futurista en una luna no especificada, donde convictos y técnicos adolescentes son asociados. Un agente encubierto, Paré, debe descubrir qué le ha ocurrido a unos transbordadores corporativos perdidos.
El filme fue la última película que rodó Roland Emmerich en su Alemania natal, antes de dar el salto a Hollywood con éxitos como Stargate (1994) o Independence Day (1996).

## Sinopsis
Para el año 2038, los recursos naturales de la Tierra están agotados. Corporaciones multinacionales han tomado el control de la galaxia y compañías rivales pelean entre ellas para obtener acceso a los planetas mineros. Una batalla importante ocurre por Luna 44, una operación minera de combustible en la zona exterior. Es la única instalación controlada por la corporación Minería Galáctica. Las lunas 46, 47 y 51, que también controlaban, fueron tomadas por los robots de la Compañía de defensa de la Pirita. 
Minería Galáctica contaba con sus propios sistemas de defensa, helicópteros capaces de operar en las violentas atmósferas de las lunas, pero el programa fue cancelado después de que muchos pilotos murieran en entrenamientos. Debido a la escasez de pilotos, Minería Galáctica se ve forzada a usar prisioneros. Ellos consideraron que su flota de transbordadores mineros era lo más importante. Por ello, si la base fuese atacada, los transbordadores tenían la indicación de abandonar a la tripulación. 
Minería Galáctica contrata a Felix Stone, un agente encubierto, para investigar la desaparición de dos transbordadores perdidos bajo circunstancias misteriosas. Stone viaja a Luna 44 y conoce al jefe de la tripulación, Tyler, quien sospecha que los transbordadores fueron robados por alguien después de la modificación de las computadoras de vuelo. El Mayor Lee, director de operaciones defensivas de minería y su asistente, el Sargento Maestro Sykes, son los principales sospechosos. Más adelante, Stone descubre a Sykes mientras reprogramaba un transbordador poco tiempo antes de su despegue, Sykes ataca a Stone con un hacha pero inmediatamente es abatido con una pistola por Lee, quien se rehúsa a entregar la computadora modificada a Stone, citando "ordenes de la compañía". 
Habiendo concluido su investigación, Stone se prepara para irse cuando la operación minera es atacada por un crucero de batalla clase "Medusa" de la Compañía Pirita. El Mayor Lee sabotea los sistemas de alarma y ordena a los transbordadores regresar a la Tierra. Stone logra, sin ayuda de nadie, derribar la primera oleada de ataques de drones mientras que el prisionero O'Neal queda rezagado para destruir a los drones restantes. Al mismo tiempo, las acciones de Lee son descubiertas en la base. 
Lee trata de sabotear los transbordadores restantes pero es atrapado en el elevador por Stone y muere por la explosión de su propia bomba. Los demás regresan a salvo a la Tierra y Stone informa al presidente de Minería Galáctica que Lee fue sobornado por Pirita para re-direccionar los transbordadores a un planeta en la zona exterior.   

## Reparto
- Michael Paré como Felix Stone
- Lisa Eichhorn como Terry Morgan
- Dean Devlin como Tyler
- Brian Thompson como Jake O’Neal
- Leon Rippy como Sargento Maestro Sykes
- Stephen Geoffreys como Cookie
- Malcolm McDowell como Mayor Lee
- Jochen Nickel como Bailey
- Roscoe Lee Browne como Presidente Hall.
- David Williamson como Teniente Gallagher
- Calvin Burke como Capitán Stojanowic

## Producción y lanzamiento
La película fue filmada por el cinematógrafo Karl Walter Lindenlaub y orquestada por el compositor Joel Goldsmith. En la primera colaboración entre Devlin y Emmerich, Emmerich se quedó sin dinero antes de que pudiera filmar algún plano de establecimiento importante, así que improvisó usando espejos y al equipo de producción como extras. Moon 44 fue lanzada en Alemania el 15 de febrero de 1990. La película fue lanzada directamente para video en los Estados Unidos.

## Recepción
En una reseña, Variety se refirió a la película como "aburrida y sin acontecimientos notables" también como "un esfuerzo débil de ciencia ficción de Alemania"
Una reseña de Time Out dijo que "la película luce bien pero es poco original" y "el trabajo de modelado está bien, pero muy elaborado y la actuación es mediocre" TV Guide la calificó con 1/5 estrellas y escribió "Es bonita a la vista, pero no hay mucha tensión ni sensación de peligro." Kim Newman de Empire la calificó con 2/5 y escribió "La trama se desenvuelve en pesadas cucharadas y, aunque por momentos haya algunos efectos especiales adecuados, la película en su totalidad es un poco aburrida."